# Марк Фрадкин
Марк Григориевич Фрадкин (21 април [4 май] 1914 г., Витебск, Руска империя – 4 април 1990 г., Москва, СССР) – съветски композитор, автор на много популярни песни и филмова музика в средата на XX век. Народен артист на СССР (1985). Лауреат на Държавната награда на СССР (1979).

## Биография
Марк Фрадкин е роден на 21 април (4 май) 1914 г. във Витебск (сега Беларус) в еврейското семейство на лекарите Григорий Константинович Фрадкин и Евгения Мироновна Шагалова.
От дете се интересувам от технологии. След като завършва техникум, той работи в шивашката фабрика Знамя индустриализации (Витебск) като инженер по охрана на труда. След две години работа той постъпва като актьор в 3-ти Беларуски драматичен театър (Минск).
През 1934 – 1937 г. учи в Централното театрално училище (от 1939 г. – Ленинградски театрален институт, сега Руски държавен институт за сценични изкуства), където започват първите му опити като композитор. Изучава музикално-теоретични дисциплини под ръководството на А. П. Гладковски и Л. А. Ентелис.
След като завършва института, той работи в Минския младежки театър (актьор, режисьор и ръководител на музикалния отдел) и едновременно с това учи в Беларуската консерватория (1938 – 1939) в класа по композиция при Н. И. Аладов.
През 1939 г. е призован в Червената армия, в стрелкови полк във Виница, където организира и ръководи самодеен ансамбъл.
По време на Великата отечествена война от 1941 – 1945 г. не е призован на военна служба, но заема длъжността композитор на Представителния дом на Червената армия на Донския фронт. През февруари 1943 г. началникът на политическия отдел на Донския фронт генерал-майор С.В. казва: „Другарят Фрадкин незабавно предава своя репертоар на широките маси на Червената армия чрез самодейни групи на Червената армия. С много групи другарят Фрадкин е работил лично. Създава редица песни за пилоти. Произведенията на другаря Фрадкин се изпълняват от Ансамбъла на Червената армия на СССР и са широко популярни в страната. Редица песни бяха прехвърлени в САЩ“.
Марк Фрадкин дирижира ансамбъл на Киевския военен окръг. По същото време започва сътрудничеството му с поета Евгений Долматовски. Първата „военна“ песен на композитора, „Песен на Днепър“, написана през ноември 1941 г. по стиховете на Е. А. Долматовски, му донася широка слава. Следват „Случаен валс“ (1943) и „Път към Берлин“ (1944; и двете по текст на Е. А. Долматовски), които веднага стават популярни в записите на Леонид Утьосов.
През 1944 г. е приет в Съюза на композиторите на СССР и започва работа в Москва.
Песните на композитора са включени в репертоара както на З. Н. Рождественская („Към нас в Саратов“, т. Л. И. Ошанин, 1944), така и на К. И. Шулженко („В очакване“, 1948). Други песни включват „Брези“ (текст на В. Я. Лазарев, 1958 г.), „Ние живеехме в съседство“ (1956 г.), „Зад заводския пост“, „Комсомолски доброволци“, „И годините летят“ (1958 г., всичко по стихове на Е. А. Долматовски), „Сбогом, гълъби“ (1960 г., текст на М. Л. Матусовски), „Морзова азбука“ (1965 г., текст на М. С. Пляцковски). Песента „Волга тече“ (1960, чл. Л. Ошанина) от едноименния филм спечели[ неясно? ] широко признание. Първият изпълнител на песента е В. К. Трошин, изпята от М. В. Кристалинская.
В края на 60-те години, в сътрудничество с Роберт Рождественски, са създадени песните „За онзи човек“ (1972, 1-ва награда на Международния фестивал в Сопот), „Там, зад облаците“, „Кажи ми нещо“ (1973) и др. През 70-те години той започва да си сътрудничи с ВИА „Самоцвети“ (песента „Ще те отведа в тундрата“ по текст на М. С. Пляцковски, 1971 г.). За ВИА „Пламък“ той пише песните „Червен кон“ (текст на М. С. Пляцковски, 1978), „Къде е моят дом?“ (Хр. М. Боброва, 1983).
В началото на 70-те години той участва в журито на популярния телевизионен конкурс „Здравейте, търсим таланти!“.
Автор на музика за повече от 50 филма, както и за драматични театрални представления. Изнася много със собствени концерти.
Автор е на книгата „Моята биография“ (Москва, 1974).
Умира на 4 април 1990 г. в Москва. Погребан е на Новодевическото гробище (място № 10).

## Семейство
Съпруга – Раиса Марковна Фрадкина (по баща Патрик, 1916 – 1991).
Дъщеря – Евгения Марковна Майзенберг (1947 – 2018), била е омъжена за пианиста Олег Майзенберг.